# Голованов, Станислав Владиславович
Голованов Станислав Владиславович (15 сентября 1983, Уфа) — российский хоккеист, правый и центральный нападающий. Воспитанник уфимского хоккея. В настоящее время является тренером по офп клуба «Торос».

## Достижения
• Обладатель Кубка Братины в сезоне 2011/2012 в составе «Тороса»